# Jacques Barrot

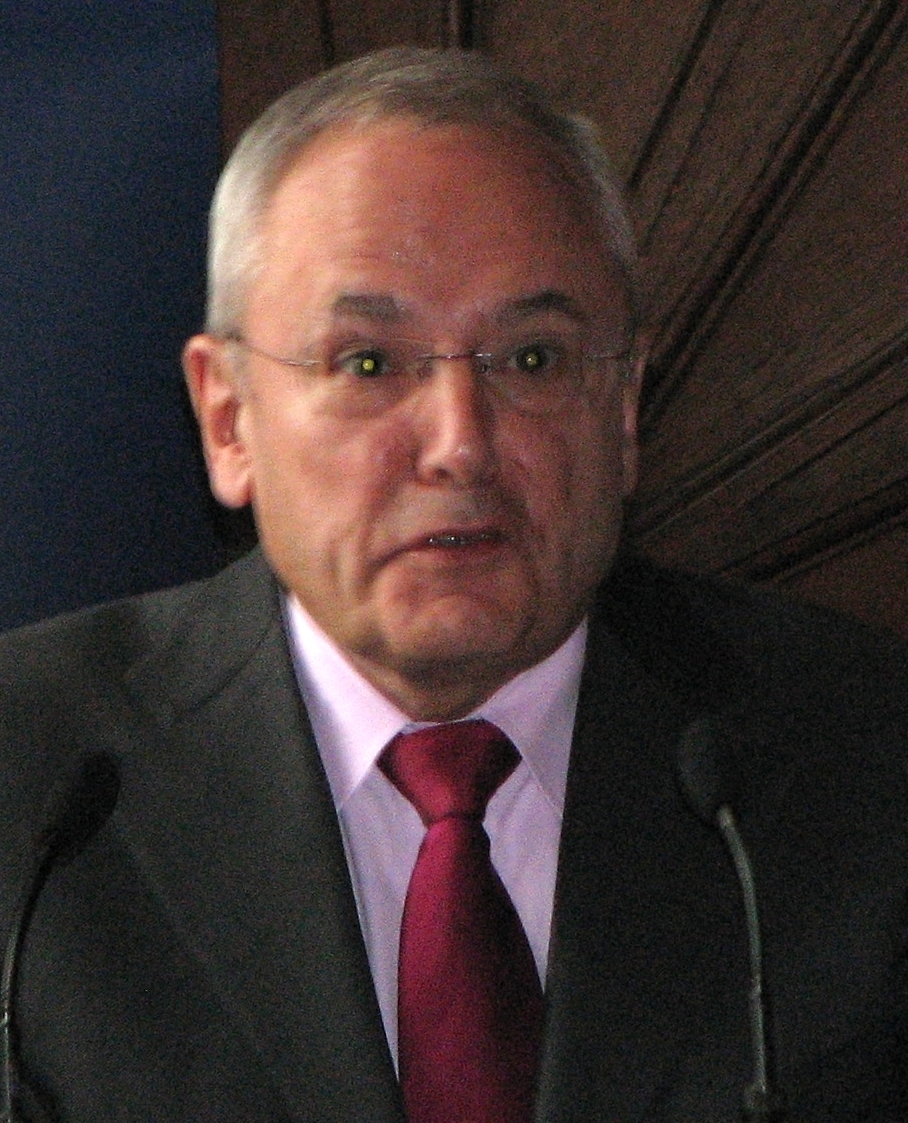
Jacques Barrot, 2008

Jacques Barrot [ʒak baˈʀo] (* 3. Februar 1937 in Yssingeaux, Département Haute-Loire; † 3. Dezember 2014 in Neuilly-sur-Seine) war ein französischer Politiker (CDP, CDS, UDF, UMP). Er war von 2004 bis 2010 EU-Kommissar, zunächst für Verkehr, dann für Justiz, sowie Vizepräsident der EU-Kommission. Zuvor war er französischer Gesundheits- (1979–81) und Arbeitsminister (1995–97). Von 2010 bis zu seinem Tod war er Mitglied des französischen Verfassungsrats.

## Herkunft und Ausbildung
Barrots Vater war Noël Barrot, ein Apotheker, Résistance-Kämpfer und später Abgeordneter der christdemokratischen Volksrepublikaner (MRP) in der Nationalversammlung. Jacques Barrot wuchs in der Kleinstadt Yssingeaux in der Auvergne auf. Er besuchte zunächst das Priesterseminar in Lyon, nach dem Wehrdienst in Algerien und einer Tuberkuloseerkrankung brach er die geistliche Laufbahn jedoch ab. Stattdessen studierte er in Aix-en-Provence Jura und Soziologie und absolvierte das Institut d’études politiques de Paris (Sciences Po). Er wurde als Rechtsanwalt zugelassen, praktizierte den Beruf jedoch nie.

## Politische Karriere in Frankreich
Barrot wurde 1965 in den Gemeinderat seines Heimatorts Yssingeaux und im nächsten Jahr in den Conseil général des Départements Haute-Loire gewählt. Bei der Parlamentswahl 1967 bewarb sich der dreißigjährige Jacques Barrot als Nachfolger seines verstorbenen Vaters um das Abgeordnetenmandat im 1. Wahlkreis von Haute-Loire (in dem das Arrondissement Yssingeaux und der Südosten von Le-Puy liegen) und gewann. Dieses Mandat verteidigte er bei jeder Wahl bis 2004; lediglich in den Phasen, in denen er ein Regierungsamt innehatte, legte er es vorübergehend nieder. Er schloss sich zunächst der MRP-Nachfolgepartei Centre démocrate (CD) an und gehörte damit zur Opposition gegen die Regierung von Charles de Gaulle. 1969 gehörte er jedoch zu den Abgeordneten, die sich von der CD abspalteten und das Centre démocratie et progrès (CDP) unter Jacques Duhamel bildeten, das mit der Regierung von Georges Pompidou zusammenarbeitete. Von 1973 bis 1976 war Barrot Generalsekretär der CDP.
Parallel zu seiner Karriere in der nationalen Politik hatte er weiter Ämter und Mandate auf lokaler und regionaler Ebene inne: von 1971 bis 1989 war er Beigeordneter des Bürgermeisters, anschließend bis 2001 selbst Bürgermeister seiner Heimatstadt Yssingeaux. Bis zu seiner Ernennung zum EU-Kommissar 2004 blieb er Mitglied des Conseil général des Départements Haute-Loire, ab 1976 auch dessen Vorsitzender. Von 1976 bis 1986 war er zudem Mitglied des Regionalrats der Auvergne.
Staatspräsident Valéry Giscard d’Estaing ernannte Barrot 1974 zum Staatssekretär für Wohnungswesen. Mit 37 Jahren war er seinerzeit das jüngste Regierungsmitglied. Er behielt das Amt in den Kabinetten Chirac I, Barre I und II bis 1978. Die beiden christdemokratischen Parteien CD und CDP fusionierten 1976 zum Centre des démocrates sociaux (CDS), dessen erster Generalsekretär Barrot bis 1976 war. Das CDS war in der Folgezeit Bestandteil des bürgerlichen Parteienbündnisses Union pour la démocratie française (UDF), das Giscard d’Estaing unterstützte. Im Kabinett Barre III war Barrot von 1978 bis 1979 Minister für Handel und Handwerk, anschließend bis zum Regierungswechsel 1981 Minister für Gesundheit und soziale Sicherheit.
Von 1983 bis 1991 war Barrot erneut Generalsekretär des CDS. In der Nationalversammlung war er von 1986 bis 1988 Vorsitzender des Kulturausschusses, von 1991 bis 1993 Fraktionschef der Union du centre (Fraktion der CDS-Abgeordneten, die punktuell mit der linken Regierung zusammenarbeiteten). Von 1993 bis 1995 war er erster stellvertretender Vorsitzender der wiedervereinigten UDF-Fraktion sowie Vorsitzender des Finanzausschusses. In den Kabinetten Juppé I und II war Barrot von 1995 bis 1997 Minister für Arbeit und Soziales. Das CDS löste sich 1995 in der Force démocrate und drei Jahre später in der Nouvelle UDF auf, die nicht mehr nur Parteienbündnis, sondern eine einheitliche Partei war. Barrot gehörte deren Präsidium an. Nach der Präsidentschaftswahl 2002 wechselte Barrot aber zur neuen Mitte-rechts-Sammelpartei Union pour un mouvement populaire (UMP) des Präsidenten Jacques Chirac. Von 2002 bis 2004 war Barrot Vorsitzender der UMP-Fraktion in der Nationalversammlung.
Im Jahre 2000 wurde er von einem französischen Gericht wegen Veruntreuung von Staatsgeldern zugunsten seiner Partei zu einer Bewährungsstrafe von acht Monaten verurteilt. Aufgrund einer Amnestie des Präsidenten wurde die Strafe aber automatisch getilgt und Barrot galt nicht als vorbestraft.
Im März 2010 ernannte der Präsident der Nationalversammlung Bernard Accoyer Barrot zum Mitglied des französischen Verfassungsgerichts Conseil constitutionnel.

## Politische Karriere in der Europäischen Union
Als Michel Barnier im April 2004 zum französischen Außenminister ernannt wurde und dafür sein Amt als EU-Kommissar aufgab, trat Barrot dessen Nachfolge als Kommissar für Regionalpolitik in der Kommission Prodi an, die noch acht Monate im Amt war. 
In der nachfolgenden Kommission Barroso I war Barrot ab November 2004 Vizepräsident und anfänglich für Verkehr zuständig. Nach seiner Ernennung erregte die Veröffentlichung von Barrots früherer Verurteilung durch Nigel Farage Aufsehen. Als Verkehrskommissar setzte sich Barrot insbesondere für das Satellitennavigationssystem Galileo, für den einheitlichen europäischer Luftraum sowie für die Entwicklung des europäischen Eisenbahnsystems und die Liberalisierung des Bahnverkehrssektors ein. Für seine Verdienste im Bahnbereich erhielt er 2014 den European Railway Award.
Nach dem Rücktritt des bisherigen Justizkommissars Franco Frattini, der italienischer Außenminister wurde, wechselte Barrot im Mai 2008 auf den Posten als Kommissar für Justiz, Freiheit und Sicherheit. Dieses Amt hatte er bis Februar 2010 inne.

## Privatleben
Jacques Barrot war zweimal verheiratet und Vater von drei Kindern. Sein Sohn Jean-Noël Barrot ist Politiker des Mouvement démocrate und seit 2017 Abgeordneter in der Nationalversammlung.

## Veröffentlichungen
- L’Europe n’est pas ce que vous croyez. 2007, ISBN 2-226-17601-2.
- De l’indignation à l’engagement : Foi et politique. Jacques Barrot et Christophe Bellon, 2012, ISBN 2-204-09518-4.